# Full kontakt
A Full kontakt (Xia dao Gao Fei, hagyományos kínai: 俠盜高飛) egy 1992-es hongkongi akciófilm, rendezője és producere Ringo Lam. Főszereplői Chow Yun-fat, Simon Yam, Anthony Wong és Ann Bridgewater. A film Donald Westlake The Hunter című műve alapján készült.

## Cselekmény
Sam Sei (Anthony Wong) egy hongkongi bandafőnöknek tartozik nagy összeggel. Barátja, Jeff (Chow Yun-fat) ki akarja őt húzni a bajból, ezért részt vesz Thaiföldön egy kamion eltérítésében, hogy barátja visszafizethesse tartozását. Akció közben társaik, Judge és emberei elárulják őket, Jeff megsebesül, de sikerül elmenekülnie, majd egy szerzetes ápolja őt. Jobb kezének két ujját ellőtték, így megtanul bal kézzel lőni és edzi magát. Eközben otthon hagyott barátnője, Mona (Ann Bridgewater) Sam partnere lesz, Sam pedig Judge embere. Visszatérése után Jeff ráijeszt Sam-re, de életben hagyja, cserébe azt kéri, segítsen neki elkapni Judge-ot és megtalálni ez elrabolt fegyverszállítmányt. Miután megszerzik azt, Judge-tól ő és testvérei részét akarják. A „nagy leszámolásban” Jeff felrobbantja a szállítmányt, megszerzi a pénzt és végül sikerül megölnie ellenfelét.

## Szereplők
- Chow Yun-fat (Jeff)
- Ann Bridgewater (Mona)
- Anthony Wong Chau-sang (Sam Sei)
- Bonnie Fu (Lau Ngang)
- Simon Yam (Judge)
- Frankie Chin (Psycho)
- Victor Hon (Kau)

## Fogadtatás
A hongkongi bemutató nem hozott túl nagy sikert a filmnek, melynek oka lehetett Stephen Chow rendező 1992-es filmáradata (Justice my Foot, Alls Well that ends well, Royal Tramp 1 & 2, King of Beggars), melyek miatt olyan emlékezetes filmek is bevételhiánytól szenvedtek, mint a Rendőrsztori 3. vagy a Kínai történet.
A mozinet.hu szerint a Full kontakt „10 év távlatából nézve is megállja a helyét a mai akciófilm-dömpingben és rendesen feladja a leckét a Chow Yun-fat képességeit abszolút kihasználatlanul hagyó hollywoodi filmstúdióknak.”